# Faxén-Integral
In der Mathematik ist das Faxén-Integral (auch Faxén-Funktion) folgendes Integral
{\displaystyle \operatorname {Fi} (\alpha ,\beta ;x)=\int _{0}^{\infty }\exp(-t+xt^{\alpha })t^{\beta -1}\mathrm {d} t,\qquad (0\leq \operatorname {Re} (\alpha )<1,\;\operatorname {Re} (\beta )>0).}
Das Integral ist nach dem schwedischen Physiker Olov Hilding Faxén benannt, der es 1921 in seiner Doktorarbeit publizierte.

## n-dimensionales Faxén-Integral
Allgemeiner definiert man das {\displaystyle n}-dimensionale Faxén-Integral als
{\displaystyle I_{n}(x)=\lambda _{n}\int _{0}^{\infty }\cdots \int _{0}^{\infty }t_{1}^{\beta _{1}-1}\cdots t_{n}^{\beta _{n}-1}e^{-f(t_{1},\dots ,t_{n};x)}\mathrm {d} t_{1}\cdots \mathrm {d} t_{n},}
mit
{\displaystyle f(t_{1},\dots ,t_{n};x):=\sum \limits _{j=1}^{n}t_{j}^{\mu _{j}}-xt_{1}^{\alpha _{1}}\cdots t_{n}^{\alpha _{n}}\quad } und {\displaystyle \quad \lambda _{n}:=\prod \limits _{j=1}^{n}\mu _{j}}
für {\displaystyle x\in \mathbb {C} } und
{\displaystyle (0<\alpha _{i}<\mu _{i},\;\operatorname {Re} (\beta _{i})>0,\;i=1,\dots ,n).}
Der Parameter {\displaystyle \lambda _{n}} wurde nur aus rechnerischen Gründen eingeführt, man kann auch auf ihn verzichten.

## Eigenschaften
Es gilt folgende Beziehung zur Gammafunktion
- {\displaystyle \operatorname {Fi} (\alpha ,\beta ;0)=\Gamma (\beta ),}
- {\displaystyle \operatorname {Fi} (0,\beta ;x)=e^{x}\Gamma (\beta ).}

Für {\displaystyle \alpha =\beta ={\tfrac {1}{3}}} erhält man folgende Beziehung zur Scorer-Funktion
{\displaystyle \operatorname {Fi} ({\tfrac {1}{3}},{\tfrac {1}{3}};x)=3^{2/3}\pi \operatorname {Hi} (3^{-1/3}x).}

### Asymptotische Entwicklungen
Für {\displaystyle x\to \infty } haben wir folgende Entwicklungen
- {\displaystyle \operatorname {Fi} (\alpha ,\beta ;-x)\sim {\frac {\Gamma (\beta /\alpha )}{\alpha y^{\beta /\alpha }}},}
- {\displaystyle \operatorname {Fi} (\alpha ,\beta ;x)\sim \left({\frac {2\pi }{1-\alpha }}\right)^{1/2}(\alpha x)^{(2\beta -1)/(2-2\alpha )}\exp \left((1-\alpha )(\alpha ^{\alpha }y)^{1/(1-\alpha )}\right).}